# Mikron
Mikron Machining è una divisione appartenente al gruppo tecnologico Mikron (Borsa di Zurigo: MIKN
) di Bienne, Svizzera. 
La divisione - con sede principale ad Agno (Svizzera) ed un'unità di produzione a Rottweil nel Sud della Germania - impiega oltre 560 collaboratori ed è tra i leader mondiale nella fabbricazione di sistemi per la lavorazione di pezzi di precisione.
Le soluzioni offerte, per la produzione su larga scala di particolari metallici, sono utilizzate da fornitori attivi nell'industria automobilistica, medicale, della sicurezza, elettrica ed elettronica, degli elettrodomestici e degli strumenti di scrittura.
Il portafoglio prodotti di Mikron Machining è costituito da sistemi di lavorazione meccanici e CNC, con differenti livelli di produttività e flessibilità: 
- Mikron NRG-50, macchina transfert a tavola rotante orizzontale che unisce eccellentemente alta produzione con elevata flessibilità
- Multistar, macchina transfert meccanica a tavola rotante orizzontale più veloce al mondo
- Multifactor, sistema transfert a tavola rotante orizzontale per particolari di medie dimensioni
- Mikron NAM, macchina transfert a tavola rotante verticale completamente equipaggiata con unità CNC
- Multistep XT-200, sistema transfert lineare con assi B/C

Le dimensioni dei pezzi lavorati sulle macchine Mikron sono di diametro tra 0,1mm e 120m.